# هومر درو
هومر درو (بالإنجليزية: Homer Drew)‏ هو مدير فني أمريكي، ولد في 29 سبتمبر 1944 في سانت لويس في الولايات المتحدة.